# Mkwajuni
Mkwajuni è una circoscrizione mista (mixed ward) della Tanzania situata nel distretto di Chunya, regione di Mbeya. Conta una popolazione di 15 292 abitanti (censimento 2012).